# ダイアローグ・モノローグ
「ダイアローグ・モノローグ」は、秦基博の16枚目のシングル。

## 解説
- 15thシングル「言ノ葉」から約11か月ぶりのリリース。2014年第1弾シングル。
- 初回生産限定盤は、スリーブケース仕様で特典DVD付属。
- 対象店舗で購入すると、アナザージャケットが先着でプレゼントされた。
- オリコンチャートデイリーランキングで、自己最高の2位を記録した。

## 収録曲
- （全作詞・作曲・編曲：秦基博）

1. ダイアローグ・モノローグ
2. 五月の天の河
3. ダイアローグ・モノローグ<Backing Track>

## 初回特典DVD収録内容
- 「BEST OF GREEN MIND 2008～2012」
  - 2008年より“アコースティック”をテーマに開催して来た『GREEN MIND』のアーカイブ・ライブ映像からセレクションした7曲を収録。

1. 風景 〜「GREEN MIND Vol.1」 2008年5月4日 神奈川県民ホール〜
2. キミ、メグル、ボク 〜「GREEN MIND 2009」 2009年7月18日 淡路夢舞台 野外劇場〜
3. 今日もきっと 〜「GREEN MIND 2010」 2010年5月22日 河口湖ステラシアター〜
4. 鱗（うろこ） 〜「GREEN MIND 2011」 2011年5月4日 宮崎フェニックス・シーガイア・リゾート〜
5. 朝が来る前に 〜「GREEN MIND AT BUDOKAN」 2011年12月22日 日本武道館〜
6. 夜が明ける 〜「GREEN MIND 2012」 2012年5月26日 結城市民文化センター アクロス大ホール〜
7. 1/365 〜「GREEN MIND 2012 in 岩手×第19回世界遺産劇場・特別記念公演 -平泉-」 2012年6月30日 岩手県平泉町・観自在王院跡 野外特設ステージ〜